# The Charge of the Light Brigade
Pour le film intitulé Charge of the Light Brigade en anglais, voir La Charge de la brigade légère (film, 1968).
The Charge of the Light Brigade est un jeu vidéo de type wargame conçu par Edward Grabowski et publié par Impressions Games en 1991 sur IBM PC, Amiga et Atari ST. Le jeu simule la charge de la brigade légère de la bataille de Balaklava de la guerre de Crimée. Le joueur peut commander les troupes russes ou celles de l’alliance entre anglais, turcs et français. Dans le premier cas, le joueur tente de prendre le contrôle de toute la région grâce à ses 5000 hommes supplémentaires, dans le second, il doit tenir sa position dans la ville de Balaclava et ses hauteurs.

## Trame
The Charge of the Light Brigade retrace la bataille de Balaklava de la guerre de Crimée au cours de laquelle se déroule la charge de la brigade légère. Cette dernière fait suite à un malentendu entre Lord Raglan et Lord Cardigan qui conduit ce dernier à mener la charge de la cavalerie légère britannique dans une vallée, aux flancs de laquelle sont déployées les forces ennemies. Largement supérieure en nombre, l’infanterie et l’artillerie Russe inflige d’importants dégâts aux 673 cavaliers légers, seuls 195 d’entre eux étant encore à cheval au terme de l’attaque. 

## Système de jeu
The Charge of the Light Brigade est un wargame qui simule la bataille de Balaklava de la guerre de Crimée. Le joueur peut commander l'armée russe et celle de la coalition franco-britanno-turque qui assiège alors la ville de Sébastopol. Dans le premier cas, le joueur tente de prendre le contrôle de toute la région grâce à ses 5 000 hommes supplémentaires, dans le second, il doit tenir sa position dans la ville de Sébastopol et ses hauteurs. Le jeu utilise le même système de jeu que ses prédécesseurs, Rorke's Drift et Cohort. Comme ses prédécesseurs, il abandonne en effet les hexagones et le tour par tour des wargames standard. Il propose à la place une carte en 3D isométrique avec des unités animées et de l’action en temps réel, que le joueur peut néanmoins interrompre à tout moment pour donner des ordres à ses troupes .

## Développement
The Charge of the Light Brigade fait partie d’une série de wargames publiés par Impressions Games et partageant le même moteur de jeu. Généralement désignée sous le titre de « série Miniatures », elle est composée de wargames qui se focalisent sur un affrontement historique individuel plutôt que sur une campagne, qui utilisent des règles simplifiées et qui ressemble plus à des jeux de figurines qu’a des wargames classiques. Initiée par Rorke's Drift en 1990, la série inclut notamment les jeux Fort Apache (1990), Cohort (1991) et Cohort 2 (1993),.

## Accueil
| The Charge of the Light Brigade |      |       |
| Média                           | Pays | Notes |
| Amiga Action                    | RU   | 63 %  |
| Amiga Power                     | RU   | 68 %  |
| CU Amiga                        | RU   | 71 %  |
| Joystick                        | FR   | 89 %  |